# Mędrzyki
Mędrzyki (Duits: Lauterbach) is een plaats in de Poolse woiwodschap Ermland-Mazurië in het district Braniewo. Het dorp maakt deel uit van de gemeente Lelkowo en telt 40 inwoners. De plaats ligt dicht bij de grens met de Russische oblast Kaliningrad.